# 北京鑫宝源影视
北京鑫宝源影视投资有限公司，簡稱北京鑫宝源影视，是中国一家著名的电视剧制作公司，所生产的言情电视剧在中国颇受欢迎，也获得多个奖项。尤其是赵宝刚导演的电视剧捧红了大批艺人。

## 旗下艺人
男
- 张铎
- 任重
- 王阳
- 贺刚
- 傅迦
- 高旻睿
- 金禹伯
- 赵康玮
- 徐洋

女
- 周放
- 方安娜
- 殷叶子
- 王倩一
- 安悦溪
- 刘璐
- 王佳宇

离开（男）
- 陈昊
- 杨奇鸣
- 孙红雷
- 谭凯
- 李崇霄
- 袁新
- 汪俊
- 杜江
- 孟浩强

离开（女）
- 李小冉
- 张歆艺
- 赵蕾
- 宫筱轩
- 宋丹丹
- 王子文
- 陈小艺
- 姚笛
- 张俪
- 隋俊波
- 冯丹滢
- 傅晶
- 蔡飞雨
- 李婳
- 曾泳醍
- 端木崇慧

### 电视剧
- 《凤穿牡丹》
- 《风吹云动星不动》
- 《皇朝太医》
- 《机灵小不懂》
- 《拿什么拯救你，我的爱人》
- 《别了，温哥华》
- 《沧海百年》
- 《录像带》
- 《像雾像雨又像风》
- 《夜雨》
- 《白手风云》
- 2007《奋斗》
- 2008《马文的战争》
- 2008《夜幕下的哈尔滨》
- 2008《落地，请开手机》
- 2009《我的青春谁做主》
- 2010《婚姻保卫战》
- 2011《家，N次方》
- 2011《男人帮》
- 2012《青瓷》
- 2012《北京青年》
- 2013《老米家的婚事》
- 2013《老有所依》
- 2014《青年医生》
- 2014《和平的全盛时代》

## 电影
- 2014年 《觸不可及》